# Arcola (La Spezia)
Arcola es una localidad y comune italiana de la provincia de La Spezia, en la región de Liguria, con 10 371 habitantes.

## Demografía
| Gráfica de evolución demográfica de Arcola entre 1861 y 2001 |
|                                                              |
| Fuente ISTAT - elaboración gráfica de Wikipedia              |